# Филипово (област Хасково)
 Тази статия е за селото в Тополовградско.  За селото в Разложко вижте Филипово (Област Благоевград).  
Филипово е село в Южна България. То се намира в община Тополовград, област Хасково.

## География
Селото се намира в ниските източни части на Сакар, между селата Радовец и Присадец, на двата бряга на река Филиповска. Отдалечено е на 3 км от мястото, където река Тунджа става гранична река с Турция. Разположено е сред хълмист обезлесен терен, подходящ за дребно животновъдство и лозарство. От селото се вижда крепостта Маточина.

## История
Преди Освобождението селото се е наричало Хамидие Татар кьой, за да се отличава от съседното по-голямо село Татар кьой. През 1899 година Татар кьой е преименувано на Константиново. Оттогава днешното село Филипово се е наричало само Татар кьой до 1934 година, когато е преименувано на Филипово.

## Религии
Населението на Филипово е християнско. В селото се изповядва православие и католицизъм (Източен обред) и съответно има две църковни сгради - православна и католическа (след Междусъюзническата война тук се заселват бежанци от Акбунар и други населени места от Одринската кааза).